# Eupelmus cynipidis
Eupelmus cynipidis – gatunek błonkówki  z rodziny Eupelmidae.

## Biologia i ekologia
Gatunek ten jest parazytoidem galasówkowatych atakujących różne gatunki dębów.